# Kanári-szigeteki csigaforgató
A kanári-szigeteki csigaforgató (Haematopus meadewaldoi) a madarak osztályának lilealakúak rendjébe és a csigaforgatófélék családjába tartozó kihalt faj.

## Rendszerezése
A fajt David Armitage Bannerman brit ornitológus írta le 1913-ban, Hæmatopus niger meade-waldoi néven.

## Előfordulása
A Spanyolországhoz tartozó Kanári-szigetek területén volt honos, de eljutott Portugáliába is. Természetes élőhelyei a sziklás tengerpartok voltak. Állandó, nem vonuló faj volt.

## Megjelenése
Testhossza 43 centiméter.

## Életmódja
Valószínűleg gerinctelenekkel táplálkozott.

## Természetvédelmi helyzete
Az utolsó példányt 1913-ban fogták. Kihalását az élő és szaporodóhelyének irtása, valamint táplálék állatainak túl halászata okozta. A Természetvédelmi Világszövetség Vörös listáján kihalt fajként szerepel.